# 1637 a tudományban
Az 1637. év a tudományban és a technikában.

## Publikációk
- René Descartes:  Értekezés a módszerről.

## Matematika
- René Descartes ismerteti a Descartes-féle avagy derékszögű koordináta-rendszert a La Géométrie című munkájában.

## Születések
- február 12. - Jan Swammerdam természettudós († 1680)
- június 1. - Jacques Marquette felfedező († 1675)

## Halálozások
- szeptember 8. – Robert Fludd (Robertus de Fluctibus) angol paracelsusi fizikus, asztrológus, misztikus (* 1574)